# Benco et les Schtroumpfs
Benco et les Schtroumpfs es la vigésima historieta de Los Pitufos escrita y dibujada por Peyo en 1980. Se trata de una historieta publicitaria de una marca de chocolate en polvo. Se reeditó en 1988 como El pitufo robot con algunos cambios.

## Contexto
En 1979 se empezaron a publicar en las revistas Le Journal de Mickey, Pif Gadget y Le Journal de Spirou una serie de páginas publicitarias de Benco, un chocolate en polvo de la compañía francesa Banania. Las historietas consistían en chistes de una página en donde los pitufos convivían con un bote antropomorfo de Benco, el cual les ayudaba en diversas tareas tales como recompensarles por un duro trabajo, despertar al Pitufo Perezoso, etc.
En 1980 se creó una historieta publicitaria de 14 páginas que se serializó en los números 2192 a 2198 de Le Journal de Spirou.

## Argumento
Los pitufos viven felices en su aldea junto a Benco quien a menudo les regala generosamente deliciosas raciones de chocolate en polvo.
Durante un paseo por el bosque, un pitufo y Benco son capturados por el brujo Gargamel, quien entonces construye un falso Benco y lo envía al bosque para que los pitufos lo encuentren y lo lleven a la Aldea Pitufa. En vez de chocolate, el falso Benco le sirve a los pitufos una fórmula que los hace cambiar a horrendas formas al día siguiente. El Gran Pitufo desconfía de la actitud cambiada de Benco y no toma chocolate.
El verdadero Benco dobla los barrotes de su jaula, no lo suficiente para salir pero sí para que el pitufo salga y ponga la aldea sobre aviso. El pitufo llega a la aldea al amanecer donde encuentra a todos los pitufos (excepto el Gran Pitufo) como criaturas horribles. Les cuenta lo que sucedió, así que van a casa de Gargamel, donde ha regresado el falso Benco.
Gargamel hace pelear a ambos Bencos, pero los pitufos llegan y derrotan a Gargamel, mientras el verdadero Benco vence al falso y Azrael huye, asustado de las nuevas apariencias de los pitufos. El chocolate del verdadero Benco funciona como un antídoto para los pitufos, que luego le dan a Gargamel el producto del falso Benco. Una vez se han ido los pitufos, Gargamel le dice al falso Benco que beba una poción de superfuerza, pero bebe una poción explosiva por error. Entonces Gargamel trata de pedirle ayuda al gato Azrael, pero éste no lo reconoce, ya que ha mutado a una forma monstruosa y huye de él.
En la Aldea Pitufa, todo vuelve a la normalidad.

## El pitufo robot
En 1988 se publicó la historieta El pitufo robot (en el francés original Le Schtroumpf robot) en los números 2607 a 2610 de Le Journal de Spirou. Esta historieta es una reedición de Benco et les Schtroumpfs con algunos detalles cambiados. Benco es sustituido por un robot fabricado por el Pitufo Manitas para ayudarle con sus tareas. Este robot tiene la cualidad adicional de elaborar, con la zarzaparrilla que come, una sopa que le sale del sombrero y que es el equivalente al chocolate de Benco.
Desde el punto de vista de la continuidad la historieta Benco et les Schtroumpfs presumiblemente no es canónica y la de El pitufo robot sí lo es.